# Devils Ridge
Devils Ridge är en bergstopp i Antarktis. Den ligger i Östantarktis. Nya Zeeland gör anspråk på området. Toppen på Devils Ridge är 235 meter över havet.
Terrängen runt Devils Ridge är huvudsakligen kuperad, men norrut är den bergig. Havet är nära Devils Ridge åt nordost. Trakten är obefolkad. Det finns inga samhällen i närheten. 